# ذخیره‌گاه طبیعی لیاخوی
ذخیره‌گاه طبیعی لیاخوی (به لاتین: Liakhvi Strict Nature Reserve) یک منطقه حفاظت‌شده در گرجستان است که در اوستیای جنوبی واقع شده‌است.